# كريستيان غونزاليس (لاعب كرة قدم)
كريستيان غونزاليس (22 مارس 1993 في المكسيك - ) هو لاعب كرة قدم مكسيكي وأمريكي في مركز الدفاع. لعب مع نادي ساكارامينتو ريببلك.